# Monster's Ball
Monster's Ball (2001) is een Amerikaanse dramafilm geregisseerd door Marc Forster. De hoofdrolspelers zijn Billy Bob Thornton en Halle Berry. Halle Berry won voor haar rol in deze film een Oscar.

## Verhaal
Hank Grotowski (Billy Bob Thornton) is een gevangenisbewaarder en tot zijn taken behoort het helpen bij de uitvoering van doodstraffen. Zo helpt hij ook bij de doodstraf van de ter dood veroordeelde moordenaar Lawrence Musgrove (Sean Combs).
Op een avond ziet Hank langs de weg een auto met pech staan. Hier ziet hij Leticia Musgrove (Halle Berry) en haar zoon Tyler die Hank naar het ziekenhuis brengt. Hank en Leticia beginnen een verhouding. Wat opmerkelijk is, niet alleen aangezien Leticia een donkere huidskleur heeft en Hank een blanke man is met racistische neigingen, maar ook omdat Leticia de weduwe is van Lawrence. Ook is de vader van Hank, Buck (Peter Boyle), tegen de verhouding.
Aan het eind van de film besluiten ze ondanks alles bij elkaar te blijven en er het beste van te maken.

## Rolverdeling
| Acteur             | Personage         |
| ------------------ | ----------------- |
| Billy Bob Thornton | Hank Grotowski    |
| Halle Berry        | Leticia Musgrove  |
| Heath Ledger       | Sonny Grotowski   |
| Peter Boyle        | Buck Grotowski    |
| Sean Combs         | Lawrence Musgrove |
| Coronji Calhoun    | Tyrell Musgrove   |

## Prijzen/nominaties
- 2002 Academy Awards
 Gewonnen: Best Actress in a Leading Role (Halle Berry) 
 Genomineerd: Best Adapted Screenplay (Milo Addica en Will Rokos)
- 2003 BAFTA Awards
 Genomineerd: Best Actress (Halle Berry)
- 2002 Black Reel Awards
 Gewonnen: Best Actress (Halle Berry)
- 2002 Golden Globes
 Genomineerd: Best Actress in a drama (Halle Berry)
- 2002 MTV Movie Awards
 Genomineerd: Best Female Performance (Halle Berry)
- 2001 National Board of Review
 Gewonnen: Best Actor (Billy Bob Thornton)
Gewonnen: Best Actress (Halle Berry)
- 2002 Screen Actors Guild Awards
 Gewonnen: Outstanding Performance by a Female Actor in a Leading Role (Halle Berry)